# Jesús Ignacio Ibáñez Loyo
Jesús Ignacio Ibáñez Loyo   (Zuia, 18 de març de 1960) és un ciclista basc, ja retirat, que fou professional entre 1983 i 1989.
Va passar al camp professional de la mà de l'equip Zor, fent les tasques de gregari dels diferents caps de fila que va tenir. Tot i les poques victòries que aconseguí, destaca al seu palmarès el Campionat d'Espanya de ciclisme en ruta de 1984 i una etapa de la Volta a Espanya de 1987.

## Palmarès
- 1983
  - 1r al Trofeo Virgen del Carmen
  - Vencedor d'una etapa de la Volta a Castella
- 1984
  - Campió d'Espanya de ciclisme en ruta 
  - Vencedor d'una etapa de la Volta a Astúries
- 1987
  - Vencedor d'una etapa de la Volta a Espanya

### Resultats al Giro d'Itàlia
- 1983. 66è de la classificació general
- 1984. 62è de la classificació general
- 1987. 56è de la classificació general
- 1988. Abandona (14a etapa)

### Resultats al Tour de França
- 1985. Abandona (10a etapa)

### Resultats a la Volta a Espanya
- 1984. 63è de la classificació general
- 1987. 66è de la classificació general. Vencedor d'una etapa